# Olympische Sommerspiele 2020/Teilnehmer (Amerikanisch-Samoa)
| Gelbes Symbol für Goldmedaillen mit stilisierten Olympischen Ringen | Graues Symbol für Silbermedaillen mit stilisierten Olympischen Ringen | Braundes Symbol für Bronzemedaillen mit stilisierten Olympischen Ringen |
| ------------------------------------------------------------------- | --------------------------------------------------------------------- | ----------------------------------------------------------------------- |
| —                                                                   | —                                                                     | —                                                                       |

Amerikanisch-Samoa nahm an den Olympischen Spielen 2020 in Tokio teil. Es war die insgesamt neunte Teilnahme an Olympischen Sommerspielen.
Fahnenträger bei der Eröffnungsfeier waren die Schwimmer Tilali Scanlan und mit dem Gewichtheber Tanumafili Jungblut das einzige schon Olympiaerfahrene Mitglied der kleinen, nur sechs Athleten umfassenden Mannschaft. Von diesen waren nur die beiden Fahnenträger geborene Samoaner. Der Schwimmer Micah Masei und der Sprinter Nathan Crumpton waren US-Amerikaner mit polynesischen Vorfahren, die beiden Segler wechselten vom US-Verband beziehungsweise im Fall von Adrian Hoesch mit Doppelter Staatsbürgerschaft USA/Deutschland vom deutschen Verband nach Amerikanisch-Samoa.

## Teilnehmer nach Sportarten

### Gewichtheben
| Athleten            | Wettbewerb               | Reißen  | Reißen | Stoßen  | Stoßen | Zweikampf | Zweikampf | Rang |
| Athleten            | Wettbewerb               | Gewicht | Rang   | Gewicht | Rang   | Gewicht   | Rang      | Rang |
| ------------------- | ------------------------ | ------- | ------ | ------- | ------ | --------- | --------- | ---- |
| Männer              |                          |         |        |         |        |           |           |      |
| Tanumafili Jungblut | Schwergewicht bis 109 kg | 150 kg  | 14     | 180 kg  | 12     | 330 kg    | 13        | 13   |

### Leichtathletik
Laufen und Gehen 
| Athleten        | Wettbewerb | Vorlauf | Vorlauf | Runde 1       | Runde 1       | Halbfinale    | Halbfinale    | Finale        | Finale        | Rang |
| Athleten        | Wettbewerb | Zeit    | Rang    | Zeit          | Rang          | Zeit          | Rang          | Zeit          | Rang          | Rang |
| --------------- | ---------- | ------- | ------- | ------------- | ------------- | ------------- | ------------- | ------------- | ------------- | ---- |
| Männer          |            |         |         |               |               |               |               |               |               |      |
| Nathan Crumpton | 100 m      | 11,27 s | 9       | ausgeschieden | ausgeschieden | ausgeschieden | ausgeschieden | ausgeschieden | ausgeschieden | 71   |

### Schwimmen
| Athleten       | Wettbewerb  | Vorlauf     | Vorlauf | Halbfinale    | Halbfinale    | Finale        | Finale        | Rang |
| Athleten       | Wettbewerb  | Zeit        | Rang    | Zeit          | Rang          | Zeit          | Rang          | Rang |
| -------------- | ----------- | ----------- | ------- | ------------- | ------------- | ------------- | ------------- | ---- |
| Frauen         |             |             |         |               |               |               |               |      |
| Tilali Scanlan | 100 m Brust | 1:10,01 min | 32      | ausgeschieden | ausgeschieden | ausgeschieden | ausgeschieden | 32   |
| Männer         |             |             |         |               |               |               |               |      |
| Micah Masei    | 100 m Brust | 1:04,93 min | 46      | ausgeschieden | ausgeschieden | ausgeschieden | ausgeschieden | 46   |

### Segeln
| Athleten                  | Wettbewerb | Qualifikation | Qualifikation | Medal Race    | Medal Race    | Punkte | Rang |
| Athleten                  | Wettbewerb | Punkte        | Rang          | Punkte        | Rang          | Punkte | Rang |
| ------------------------- | ---------- | ------------- | ------------- | ------------- | ------------- | ------ | ---- |
| Männer                    |            |               |               |               |               |        |      |
| Adrian Hoesch Tyler Paige | 470er      | 159           | 18            | ausgeschieden | ausgeschieden | 159    | 18   |